# Батько (фільм, 2020)
«Батько» (англ. The Father) — французько-британський драматичний фільм театрального драматурга Флоріана Зеллера на основі власної п'єси.
Стрічка нагороджена на 93-й церемонії вручення премії «Оскар» за «Найкращу чоловічу роль» (Ентоні Гопкінс) і «Найкращий адаптований сценарій». Крім того, також була номінована ще в чотирьох категоріях, зокрема за «Найкращий фільм» і «Найкраща жіноча роль другого плану» (Олівія Колман).
На 1 березня 2024 року фільм займав 136-ту позицію у списку 250 кращих фільмів за версією IMDb.

## Сюжет
Ентоні — старий пенсіонер, який доживає віку у своїй квартирі, котру не збирається залишати за жодних умов, цінує свій наручний годинник та інші дрібнички, які залишилися в його житті. Інколи його навідує Анна, його старша донька, котра намагається постійно знайти йому доглядальницю, вважаючи його неспроможним впоратися з побутом, але він рішуче свариться з усіма потенційними кандидатками й проганяє їх. Та одного дня Анна каже, що виходить заміж і переїздить до Франції, що обвалює світ старого. Проте що насправді є його світом? Чому Анна щоразу інша, а доглядальниця так схожа на її молодшу сестру, яку Ентоні так давно не бачив? І чому в Анни щораз інший чоловік? Скільки вузького світу старої людини є реальністю, а скільки — крихітними уламками спогадів, які зберегла стареча деменція, що доїдає останні підвалини свідомості?

## У ролях
| Актор          | Персонаж    | Роль                             |
| -------------- | ----------- | -------------------------------- |
| Ентоні Гопкінс | Ентоні      | головний герой                   |
| Олівія Колман  | Анна        | донька головного героя           |
| Руфус Сьюелл   | Пол         | чоловік Енн                      |
| Імоджен Путс   | Лора/Люсі   | доглядальниця/сестра Енн         |
| Марк Ґетісс    | Білл/Пол    | медбрат/чоловік Енн              |
| Олівія Вільямс | Кетрін/Анна | медсестра/донька головного героя |

## Зйомки
У травні 2019 року стало відомо, що Флоріан Зеллер за мотивами своєї п'єси має написати сценарій разом з Крістофером Гемптоном. На ролі у фільмі затвердили Ентоні Гопкінса та Олівію Колман. Руфус Сьюелл, Імоджен Путс, Олівія Вільямс і Марк Ґетісс приєдналися пізніше того ж місяця, зйомки почалися 13 травня. Фільмування відбувалося на кіностудії Західного Лондону та в окрузі Геєс (Гіллінгдон).

## Нагороди й номінації
| Нагорода                                                   | Категорія                                     | Отримувач                           | Результат | Посилання |
| ---------------------------------------------------------- | --------------------------------------------- | ----------------------------------- | --------- | --------- |
| Оскар                                                      | Найкращий фільм                               | Батько                              | Номінація | [ 11 ]    |
| Оскар                                                      | Найкращий адаптований сценарій                | Крістофер Гемптон, Флоріан Зеллер   | Перемога  | [ 11 ]    |
| Оскар                                                      | Найкраща чоловіча роль                        | Ентоні Гопкінс                      | Перемога  | [ 11 ]    |
| Оскар                                                      | Найкраща жіноча роль другого плану            | Олівія Колман                       | Номінація | [ 11 ]    |
| Оскар                                                      | Найкращий монтаж                              | Йоргос Лампрінос                    | Номінація | [ 11 ]    |
| Оскар                                                      | Найкраща робота художника-постановника        | Пітер Франціс, Кеті Фізерстоун      | Номінація | [ 11 ]    |
| BAFTA                                                      | Найкраща чоловіча роль                        | Ентоні Гопкінс                      | Перемога  | [ 12 ]    |
| BAFTA                                                      | Найкращий адаптований сценарій                | Флоріан Зеллер та Крістофер Гемптон | Перемога  | [ 12 ]    |
| Премія Австралійської академії кінематографа і телебачення | Найкраща міжнародна жіноча роль другого плану | Олівія Колман                       | Перемога  | [ 13 ]    |
| Британська академія кінопремій                             | Найкращий актор у головній ролі               | Ентоні Гопкінс                      | Перемога  | [ 14 ]    |
| Британська академія кінопремій                             | Найкращий адаптований сценарій                | Флоріан Зеллер та Крістофер Гемптон | Перемога  | [ 14 ]    |
| Премія британського незалежного кіно                       | Найкращий актор у головній ролі               | Ентоні Гопкінс                      | Перемога  | [ 15 ]    |
| Премія британського незалежного кіно                       | Найкращий сценарій                            | Флоріан Зеллер та Крістофер Гемптон | Перемога  | [ 15 ]    |
| Премія британського незалежного кіно                       | Найкращий монтаж                              | Йоргос Лампрінос                    | Перемога  | [ 15 ]    |
| Спілка кінокритиків Бостона                                | Найкращий новий режисер                       | Флоріан Зеллер                      | Перемога  | [ 16 ]    |
| Спілка кінокритиків Бостона                                | Найкращий актор                               | Ентоні Гопкінс                      | Перемога  | [ 16 ]    |
| Гойя (премія)                                              | Найкращий європейський фільм                  | Флоріан Зеллер                      | Перемога  | [ 17 ]    |
| Асоціація кінокритиків Лос-Анджелеса                       | Найкращий монтаж                              | Йоргос Лампрінос                    | Перемога  | [ 18 ]    |
| Міжнародний кінофестиваль у Сан-Себастьяні                 | Приз глядацьких симпатій                      |                                     | Перемога  | [ 19 ]    |
| Супутник (премія)                                          | Найкращий адаптований сценарій                | Флоріан Зеллер та Крістофер Гемптон | Перемога  | [ 20 ]    |
| Цюрихський кінофестиваль                                   | Премія «Золоті очі»                           | Олівія Колман                       | Перемога  | [ 21 ]    |